# Gößmitz
Gößmitz ist ein Gemeindeteil der oberfränkischen Stadt Bad Staffelstein im Landkreis Lichtenfels.

## Geographie
Gößmitz liegt etwa sechs Kilometer östlich von Bad Staffelstein im Döbertengrund, der vom wasserreichen Döbertenbach in Richtung Westen durchflossen wird. Die Kreisstraße LIF 16 quert den Ort.

## Geschichte
Gößmitz wurde im späten 14. Jahrhundert als „Gottzmetz“ erstmals bei den Zinseinkünften des Abtes von Kloster Michelsberg erwähnt. Die nächste Nennung folgte im Jahr 1413.
Im Jahr 1801 bildete Gößmitz zusammen mit Serkendorf und Weisbrem die Gemeinde Serkendorf im Gebiet des Bamberger Hochstifts. Die Zent gehörte dem Lichtenfelser Amt des Bamberger Fürstbischofs, die Dorf-, Gemeinde-, Lehen- und Vogteiherrschaft oblag dem Kloster Langheim. Die Einwohner waren nach Uetzing gepfarrt. Der Ort hatte sieben Häuser mit Stadeln und eine Mühle mit zwei Gängen, die heutige Zeckenmühle.
1862 erfolgte die Eingliederung der Landgemeinde, bestehend aus dem Dorf Serkendorf und den Weilern Gößmitz und Weisbrem, in das neu geschaffene bayerische Bezirksamt Staffelstein. 1871 hatte der Weiler Gößmitz 70 Einwohner und 26 Gebäude. Die katholische Schule und die Kirche befanden sich im 1,5 Kilometer entfernten Uetzing. 1900 umfasste die Landgemeinde Serkendorf eine Fläche von 656,67 Hektar, 177 Einwohner, von denen 176 katholisch waren, und 33 Wohngebäude. in Gößmitz lebten 57 Personen in 11 und 1925 57 Personen in 11 Wohngebäuden. 1950 war die Schreibweise des Ortsnamens noch „Gößmetz“ und das Dorf hatte 97 Einwohner sowie 11 Wohngebäude. Die zuständige evangelische Pfarrei befand sich in Staffelstein. Im Jahr 1970 hatte Gößmitz 46 und 1987 39 Einwohner sowie 11 Wohngebäude.
Am 1. Juli 1972 wurde der Landkreis Staffelstein aufgelöst und die Gemeinde Serkendorf in den Landkreis Lichtenfels eingegliedert.

## Sehenswürdigkeiten
In der Bayerischen Denkmalliste sind für Gößmitz zwei Baudenkmäler aufgeführt.